# فرودگاه بین‌المللی یپ
فرودگاه بین‌المللی یپ  (به انگلیسی: Yap International Airport) (یاتا: YAP، ایکائو: PTYA، موقعیت‌یاب اف‌آآ: T11) یک فرودگاه همگانی با یک باند فرود آسفالت به درازای ۱٬۸۲۹ متر (۶٬۰۰۱ فوت) است. ارتفاع از سطح دریا برای این فرودگاه ۲۸ متر (۹۲ فوت) است.
این فرودگاه در جنوب خاور آبخوست یاپ، جزایر کارولین، ایالت یاپ، ایالات فدرال میکرونزی قرار دارد.
| شرکت‌های هواپیمایی       | مقصدهای پروازی |
| ----------------------- | --- |
| کارولین آیلندز ایر      | چارتر هوایی: فرودگاه بین‌المللی چوک، فرودگاه فایس، فرودگاه بین‌المللی رومن ت‌متچول، فرودگاه بین‌المللی پوناپی، فرودگاه یولیتی، فرودگاه ولئای |
| هوانوری تبلیغی اقیانوسی | فرودگاه فایس، فرودگاه یولیتی چارتر هوایی: فرودگاه بین‌المللی رومن ت‌متچول                                                                  |
| یونایتد ایرلاینز        | فرودگاه بین‌المللی انتونیو بی وان پت در گوآم                                                                                              |